# Hongaarse Volksunie
De Hongaarse Volksunie (Hongaars: Magyar Népi Szövetség, MNSZ; Roemeens: Uniunea Populară Maghiară, UPM) was een Roemeense politieke partij die tussen 1934 en 1953 bestond en de belangen behartigde van de Hongaarse minderheid in het land. De partij, tot 1944 Unie van Hongaarse Werkers van Roemenië (Magyar Dolgozók Országos Szövetsége) geheten, werkte sinds 1934 nauw samen met de Roemeense Communistische Partij (PCR). Sinds 1944 was de MNSZ aangesloten bij het door de communisten gedomineerde Nationaal-Democratisch Front (FND). Na de omvorming van Roemenië naar een volksdemocratie in 1948 bleef de MNSZ aanvankelijk bestaan, ging in januari 1953 over tot vrijwillige zelfontbinding.

## Geschiedenis
De Unie van Hongaarse Werkers van Roemenië (MADOSZ) werd op 19 augustus 1934 opgericht als partij om de belangen van linksgeoriënteerde Hongaren in Roemenië te behartigen. MADOSZ was een voortzetting van de Hongaarse Oppositie (Opoziţia Maghiară), dat met steun van de Roemeense Communistische Partij van de grond was gekomen. In 1935 sloot MADOSZ zich aan bij het Volksfront dat werd geleid door Petru Groza van het Ploegersfront en waar ook de RCP deel van uitmaakte. In 1937 werd Gyárfás Kurkó gekozen tot landelijk voorzitter van MADOSZ. In 1938 werden op last van koning Carol II van Roemenië alle politieke partijen verboden en kwam er een voorlopig einde aan het legale bestaan van MADOSZ. Kurkó werd in 1940 vanwege zijn aanhoudende anti-overheidsactiviteiten geïnterneerd. Na de staatsgreep van 23 augustus 1944 werd de democratie in Roemenië hersteld en werd Kurkó vrijgelaten. Hij hervatte zijn politieke activiteiten en werd opnieuw voorzitter van MADOSZ dat in oktober van dat jaar de naam Hongaarse Volksunie (MNSZ) kreeg. De MNSZ sloot zich aan bij het door de communistische partij gedomineerde Nationaal-Democratisch Front (FND) dat op frauduleuze wijze de verkiezingen van 1946 won. Kurkó werd in het parlement gekozen en werd voorzitter van de 29-koppige MNSZ-fractie. Ofschoon de MNSZ werd gedomineerd door communistische sympathisanten, telde de partij ook sociaaldemocratische en christelijke (gereformeerde) Hongaren onder haar leden. Kurkó's pogingen om van de MNSZ een zo breed mogelijke Hongaarse volkspartij te maken stuitte op verzet van de PCR die vond dat de MNSZ zich moest ontwikkelen tot een partij voor Hongaarse communisten in Roemenië. In 1947 verzette de MNSZ-fractie zich tegen bepaalde economische maatregelen van de communistische regering. Ondersteund door de PCR werd een lastercampagne gestart tegen de "kleinburgerlijke" elementen binnen de MNSZ die was ontketend door procommunistische figuren binnen de MNSZ. In 1948 werden Kurkó en zijn medestanders uit de partij gezet en sedertdien werd de MNSZ gecontroleerd door aanhangers van het communistische regime. Bij de verkiezingen van 1938 verwierf de MNSZ als onderdeel van het Volksdemocratisch Front 30 zetels. In 1949 werd Kurkó veroordeeld tot 25 jaar dwangarbeid; in 1964 kwam hij vervroegd vrij. De MNSZ ging in januari 1953 over tot "vrijwillige" zelfontbinding.
De MNSZ was actief in Transsylvanië (Zevenburgen), een gebied met een aanzienlijk etnisch Hongaarse bevolking dat tot 1918 deel uitmaakte van het Hongaars deel van de Donaumonarchie.